# Мы не можем учиться
1. перенаправление We Never Learn